# Blanfordimys bucharicus
Blanfordimys bucharicus е вид бозайник от семейство Хомякови (Cricetidae). Видът не е застрашен от изчезване.

## Разпространение и местообитание
Разпространен е в Афганистан, Таджикистан и Узбекистан.
Обитава места с песъчлива почва, планини и възвишения.